# Dierentuin van Boedapest
De dierentuin van Boedapest (Hongaars: Fővárosi Állat- és Növénykert, dat wil zeggen Hoofdstedelijke Dieren- en Plantentuin) dateert uit 1866 en is de grootste en oudste dierentuin van Hongarije. Tot de jaren vijftig was het zelfs de enige dierentuin van het land. De dierentuin bevindt zich in de westelijke hoek van het Városliget (Stadspark), naast het Vidámpark (Lunapark) en het bekende restaurant Gundel. Tegenwoordig bestaat de collectie uit ongeveer 3.000 dieren en meer dan 700 soorten.
De dierentuin van Boedapest werd geopend in 1866. Voor de opening schonk keizer Frans Jozef 34 dieren, terwijl zijn echtgenote Sisi de eerste giraffe bijdroeg. Aan het begin van de twintigste eeuw werd de dierentuin tussen 1909 en 1912 volledig opnieuw ingericht onder leiding Károly Kós en Dezső Zrumeczky met diverse bijzondere gebouwen, zoals het fazantenhuis in de voor Kós kenmerkende Zevenburgse stijl. Het olifantenhuis ("Elefántház") en de toegangspoort werden ontworpen door Kornél Neuschloss. Het "Elefántház" is vormgegeven als een oosters paleis en een van de mooiste voorbeelden van de jugendstil in Boedapest.
Sinds het begin van de 21e eeuw wordt de dierentuin deel voor deel gerenoveerd. In 2008 werd een nieuw savannegebied ("Szavannakifutó") geopend dat bestaat uit een gemeenschapverblijf voor antilopen, giraffen en witte neushoorns en het "Szavannaház", een gebouw waar kleine zoogdieren, hagedissen en geleedpotigen worden gehouden. In 2010 volgde een Australisch gebied. Het Ausztrálház omvat onder meer een nachtdierengedeelte en volières voor papegaaien. Rondom dit gebouw liggen verblijven voor kangoeroes, wombats, mierenegels en helmkasuarissen.
Een ander noemenswaardig gebouw is het "America Tropicana", waar in zeven themagebieden diverse soorten dieren en planten uit tropisch en subtropisch Amerika worden gehouden. Het centrale gebouwdeel richt zich op Amazônia. Aan beide zijden van het gebouw bevinden zich drie vleugels, gethematiseerd naar Manú, Iguazú, de Orinoco-delta, Okefenokeemoeras, Chihuahuawoestijn en de Caribische eilanden. "Varázshegy" is een permanente tentoonstelling over de ontwikkeling van het leven op Aarde, waar ook diverse kleine zoogdieren, zangvogels, reptielen, vissen en geleedpotigen te zien zijn.

## Fokprogramma's
Het park neemt deel aan meerdere internationale fokprogramma's en coördineert en beheert de EEP-stamboeken voor de mandril, de mierenegel, de gewone vachtegel, de grijze reuzenkangoeroe, de kroonduif en de Afrikaanse karperzalmen.

## Galerij

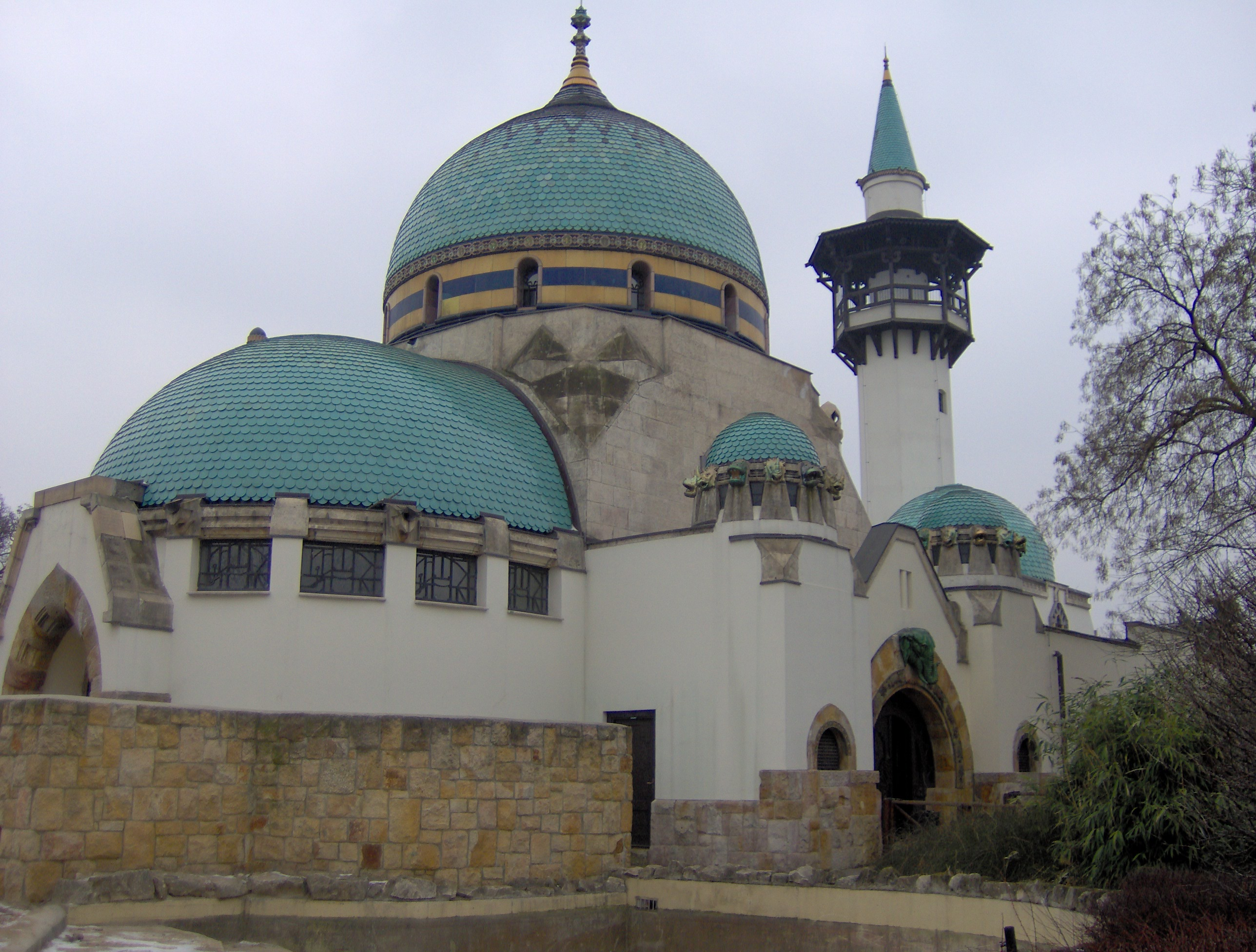
Olifantenhuis
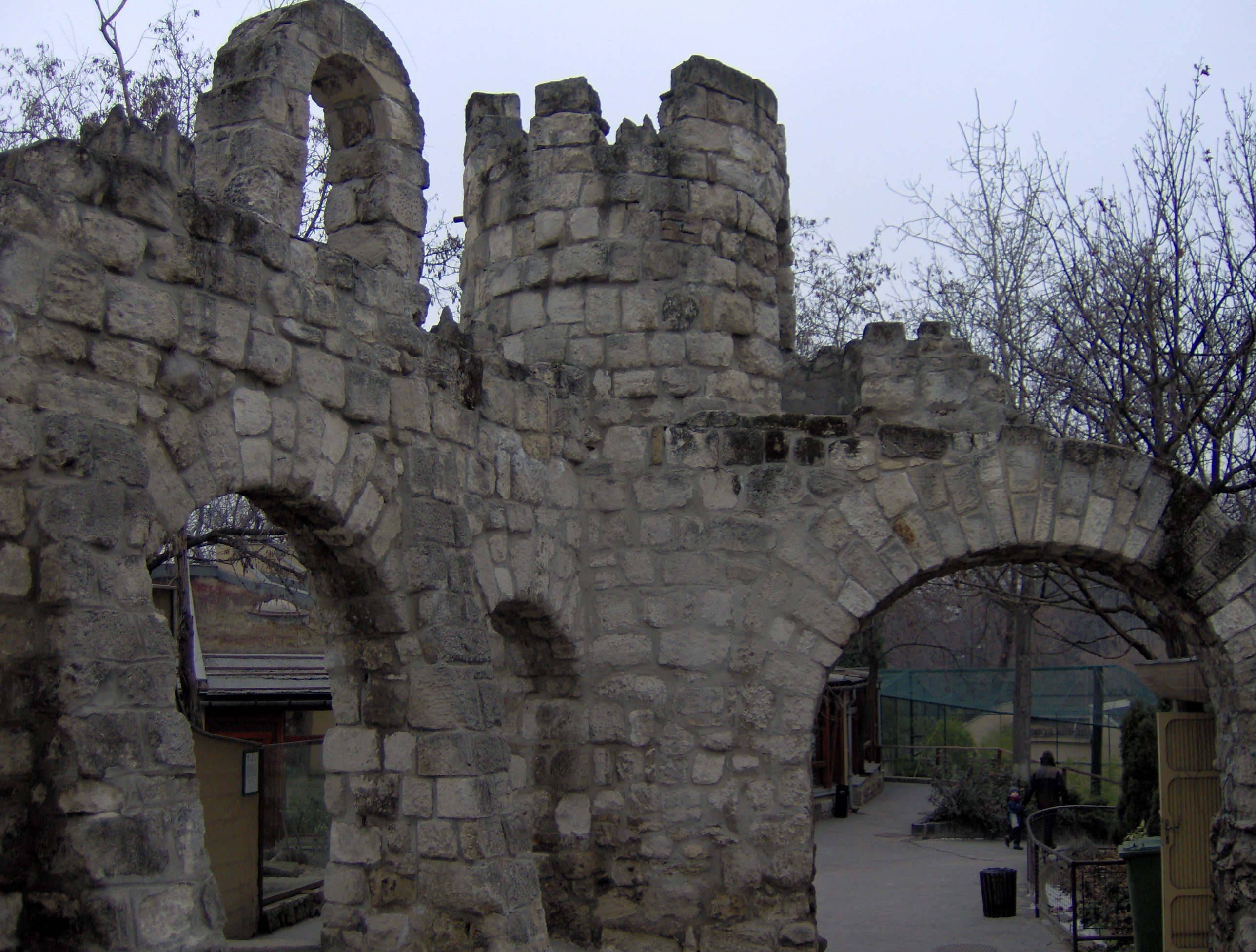
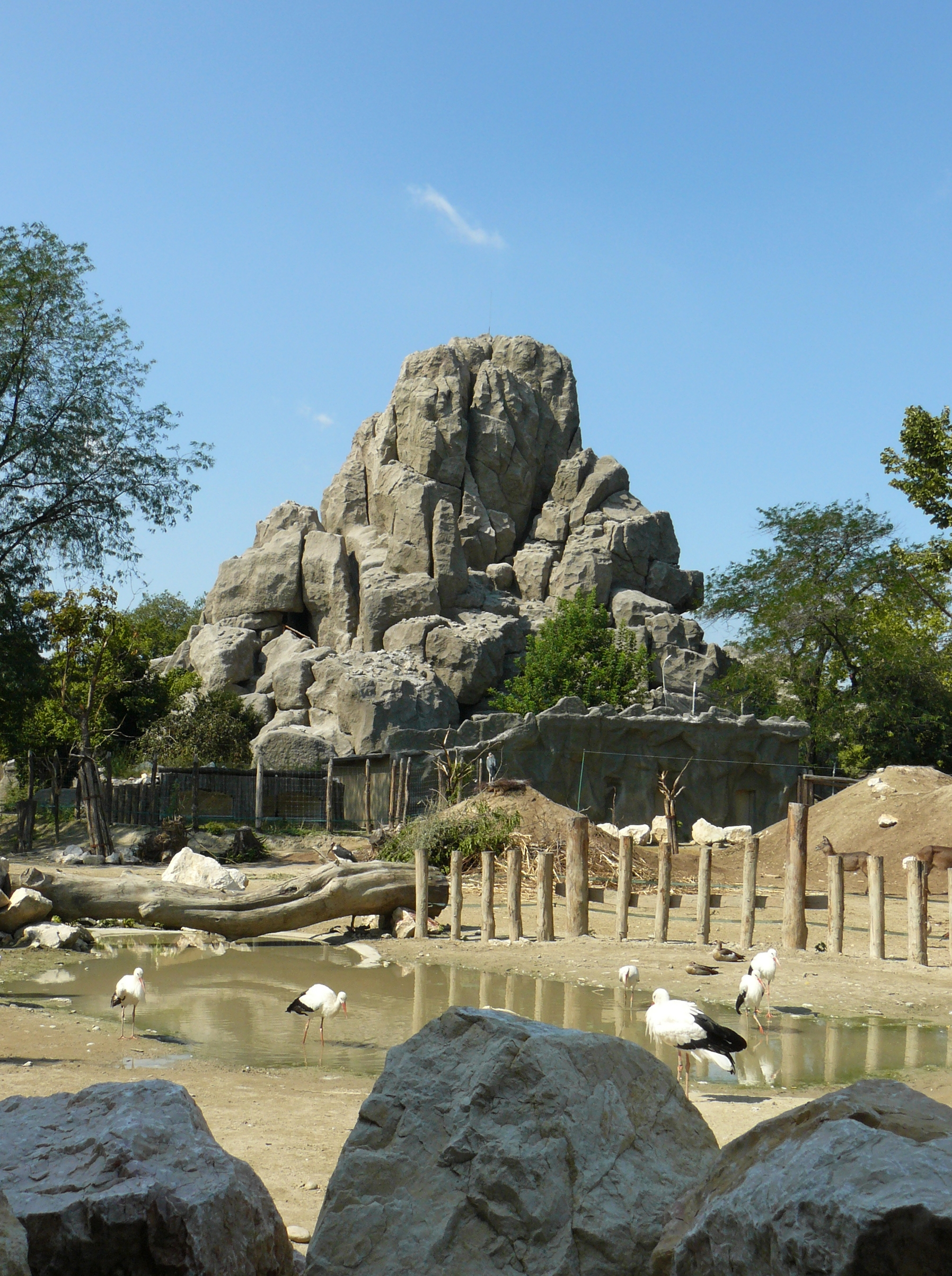
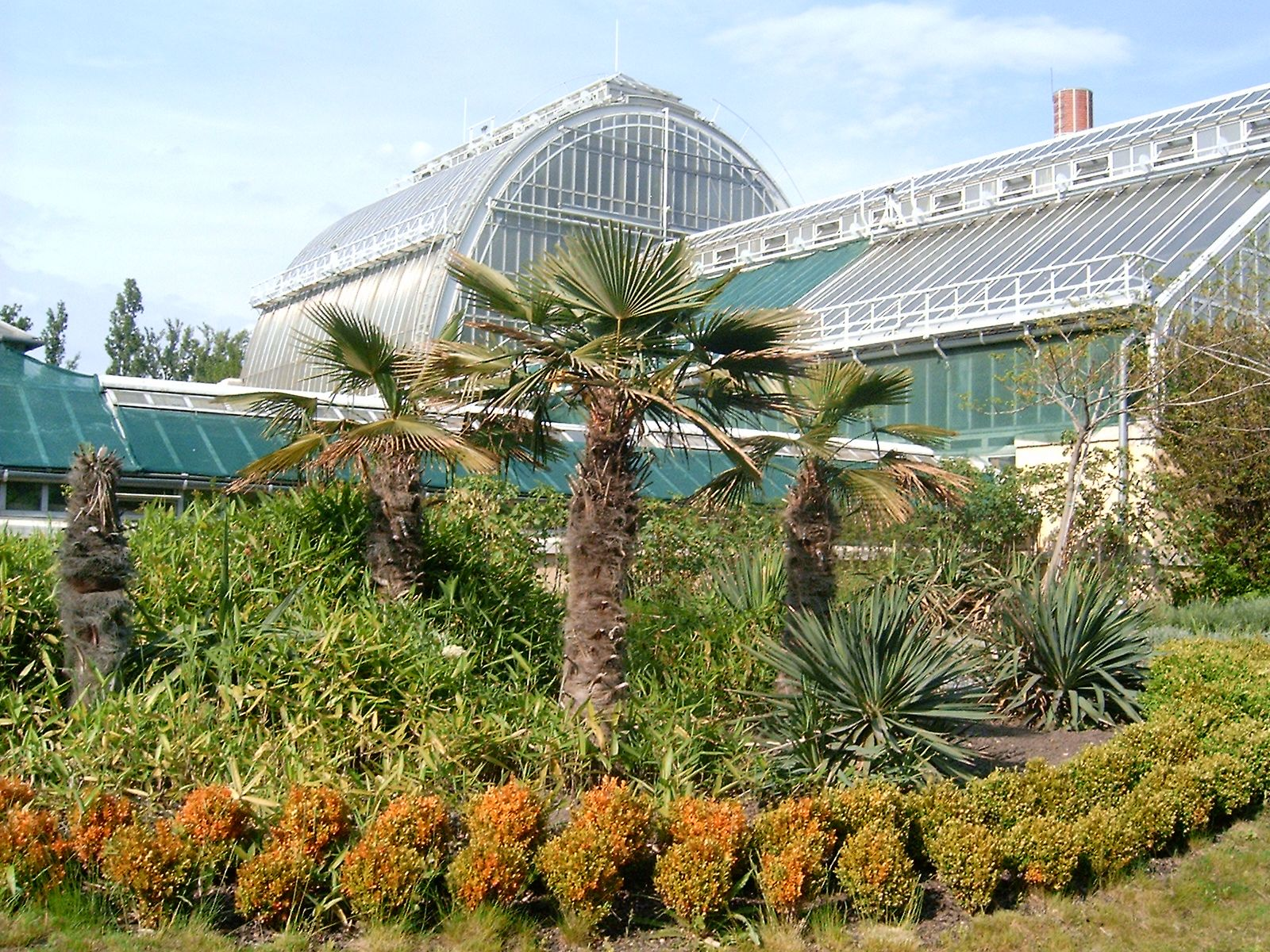
Palmenhuis
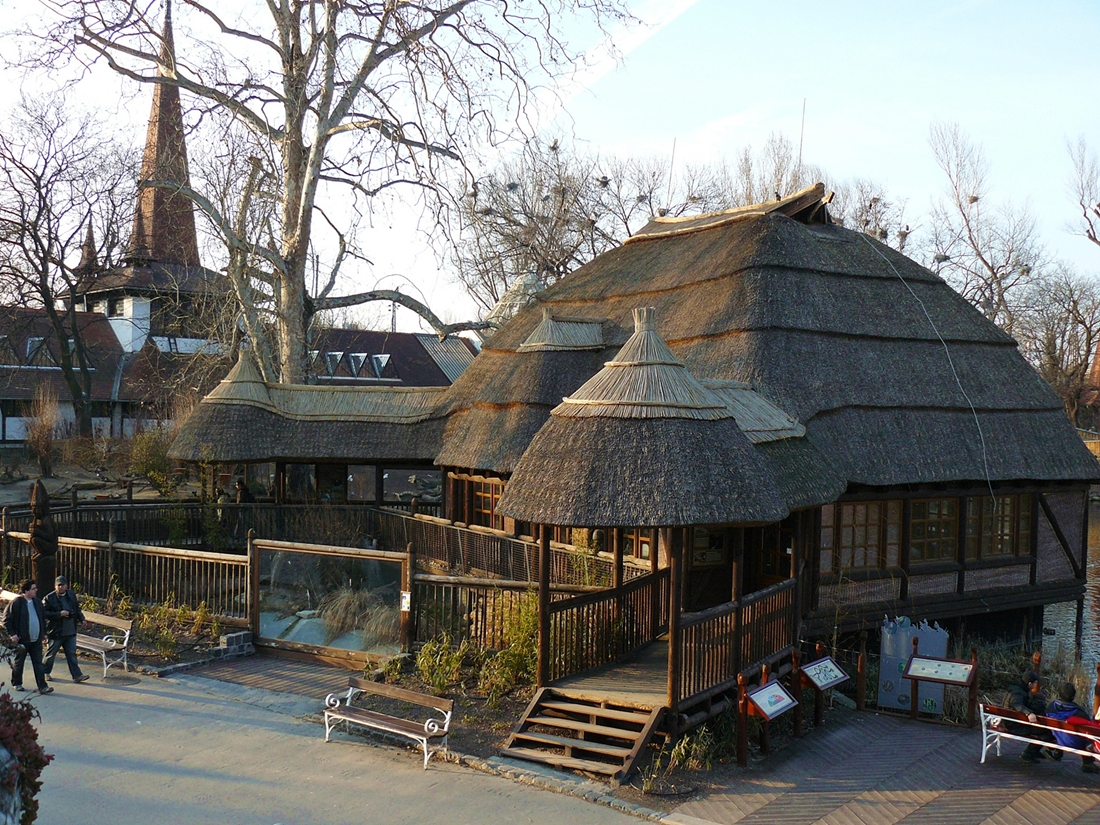
Krokodillenhuis